# Ledebouria
Ledebouria é um género botânico pertencente à família Asparagaceae.